# 丹尼尔·努南
丹尼尔·努南（英語：Daniel Noonan，1979年10月28日—），澳大利亚男子赛艇运动员。他曾代表澳大利亚参加2008年和2012年夏季奥林匹克运动会赛艇比赛，其中2012年奥运会获得一枚铜牌。